# Géza Ottlik
Géza Ottlik (* 9. Mai 1912 in Budapest; † 9. Oktober 1990 ebenda) war ein ungarischer Schriftsteller, Übersetzer, Mathematiker und Bridge-Theoretiker. Er gilt als herausragende Persönlichkeit der ungarischen intellektuellen Szene.
Géza Ottlik besuchte die Militärschulen in Kőszeg und Budapest und studierte in Budapest Mathematik und Physik. Während des Zweiten Weltkrieges versteckte er einen jüdischen Freund vor der Verfolgung durch die Faschisten. Er wurde dafür als Gerechter unter den Völkern geehrt.
Er übersetzte u. a. Werke von George Bernard Shaw, Evelyn Waugh, Thomas Mann und Stefan Zweig ins Ungarische und schrieb mehrere Bridge-Bücher.
Sein berühmtester Roman heißt Die Schule an der Grenze und erschien 1959. 1963 kam er in einer Übersetzung von Charlotte Ujlaky und 2009 mit einem Nachwort von Péter Esterházy als Neuauflage wieder auf Deutsch heraus.

## Werke (Auswahl)
- mit Hugh Kelsey: Adventures in Card Play (= Master Bridge Series). Victor Gollancz Ltd., London 1979, ISBN 0-575-02608-1 (Neuauflage, Cassell in Association with Peter Crawley, London 2005, ISBN 0-304-36807-5).
- Továbbélők. Jelenkor, Pécs 1999, ISBN 963-676-195-7 (In deutscher Sprache: Die Weiterlebenden. Roman (= Literaturwunderland Ungarn 002). Aus dem Ungarischen von Éva Zádor. Kortina, Budapest 2006, ISBN 963-86269-7-6).
- Iskola a határon. Magvető Könyvkiadó, Budapest 1959 (In deutscher Sprache: Die Schule an der Grenze (= Die andere Bibliothek Bd. 293). Aus dem Ungarischen von Charlotte Ujlaky. Eichborn, Frankfurt am Main 2009, ISBN 978-3-8218-6221-7).